# Ringendorf
Ringendorf település Franciaországban, Bas-Rhin megyében. Lakosainak száma 464 fő (2022. január 1.). Ringendorf Buswiller, Ettendorf, Issenhausen, Kirrwiller, Lixhausen és Obermodern-Zutzendorf községekkel határos.

## Népesség
A település népessége az elmúlt években az alábbi módon változott:
| Lakosok száma | 445  | 442  | 450  | 437  | 435  | 439  | 459  | 472  | 464  |
|               | 2013 | 2015 | 2016 | 2017 | 2018 | 2019 | 2020 | 2021 | 2022 |